# The Soul of Jonas Kullhammar
The Soul of Jonas Kullhammar är Jonas Kullhammar Quartets andra album och är utgivet år 2001. Det är uppföljare till den hyllade debuten Salut, som släpptes året innan. Skivan är inspelad live på Glenn Miller Café i Stockholm under två dagar och utgiven på Moserobie.
Denna skiva hyllades i Expressen av Mats Olsson och har varit starkt bidragande till både Kullhammars och Moserobies framgångar. Jonas Kullhammar Quartet hade vid det här läget funnits i tre år och hade trots mycket skriverier vid det här laget inte spelat så mycket utanför Stockholm.

## Låtlista
Låtarna är skrivna av Jonas Kullhammar om inget annat anges.
1. Snake City West - 6:57
2. Oh, My God/It's Blood – 15:18
3. Horseface – 11:38
4. Your Lady (John Coltrane) – 8:22
5. Chico Chico – 8:28
6. Round About the 9:th of October – 8:54
7. Medalj – 7:07
8. Pharoah – 6:38

## Medverkande
- Jonas Kullhammar – tenorsax
- Torbjörn Gulz – piano
- Torbjörn Zetterberg – bas
- Jonas Holgersson – trummor